# Bobosse
Bobosse es una obra de teatro, escrita por el dramaturgo francés André Roussin y estrenada en 1950.

## Argumento
En tono de comedia, se aborda la dificultad de ser actor y la de estar enamorado. Un actor (Tony) interpreta el personaje de Bobosse, un dibujante de prensa perspicaz que sabe que su novia, Régine, va a abandonarlo, y nada hace para evitarlo. Al volver a casa después de una función, con los demás miembros principales del elenco, dispuesto a cenar con ellos, ve que su esposa, Simone, lo ha abandonado. Tony no lo esperaba y se hunde en la desesperación.
En la pieza se hace una juego entre los sentimientos del actor y los de su personaje. 

## Adaptación cinematográfica
La obra se llevó al cine en 1959, dirigida por Étienne Périer, y con interpretación de Micheline Presle (Régine y Simone) y François Périer (Bobosse y Tony).

## Representaciones
- Théâtre royal du Parc,[4] de Bruselas, el 9 de febrero de 1950).[1] Estreno.
  - Intérpretes: François Périer, Lucienne Granier, Bernard Lajarrige, Camille Guérini.
- Teatro Windsor,[5] de Barcelona, en 1955.[6]
  - Intérpretes: Adolfo Marsillach (Bobosse), Amparo Soler Leal, Ana María Ventura.
- Teatro de la Comedia, de Madrid, en 1958.[7]
  - Intérpretes: Adolfo Marsillach, Amparo Soler Leal, Amparo Baró, Elena Santonja, Luis Morris, Venancio Muro, Mariano Ozores Francés.
- Televisión: en Estudio 1, de TVE, el 24 de agosto de 1966.[8]
  - Dirección: Pedro Amalio López.
  - Intérpretes: Agustín González, María del Puy, Margarita Calahorra y Mary Paz Pondal.[9]

- Théâtre de la Michodière,[10] de París, en 1994.[11]
  - Intérpretes: Gérard Rinaldi,[12] Eliza Maillot,[13] Philippe Brizard.[14]